# Pianokvintett
Pianokvintett är en kammarmusikalisk ensemble som normalt har besättningen piano, två violiner, viola och cello – med andra ord piano och stråkkvartett. Ofta spelade verk för denna besättning har komponerats av Robert Schumann, César Franck, Johannes Brahms, Antonín Dvořák, Gabriel Fauré och Dmitrij Sjostakovitj. Franz Schubert använde i sin berömda "Forellkvintett" den i detta sammanhang avvikande besättningen violin, viola, cello, kontrabas och piano.